# یوریف-پولسکی
شهر یوریف-پولسکی (به روسی: Юрьев-Польский) در کشور روسیه و در اوبلاست ولادیمیر واقع شده‌است.